# Маханьков, Матвей Васильевич
Матвей Васильевич Маханьков (1908 — 25.03.1972) — командир стрелкового отделения 473-го стрелкового ордена Кутузова 3-й степени полка (154-я стрелковая дивизия, 60-й стрелковый корпус, 2-я гвардейская армия, 3-й Белорусский фронт), красноармеец, участник Великой Отечественной войны, кавалер ордена Славы трёх степеней.

## Биография
Родился в 1908 году в деревне Городище Рыльского района Курской области. Из семьи крестьянина. Русский.
Образование начальное (4 класса). Работал в колхозе.
В Красную Армию был призван Крупецким районным военкоматом Курской области 9 апреля 1941 года. В действующей армии на фронтах Великой Отечественной войны с 22 июня 1941 года. В конце 1941 — начале 1942 года воевал в составе 328-й стрелковой (переименована в 31-ю гвардейскую стрелковую) дивизию 31-й армии Западного фронта, участвовал в битве за Москву.
В бою 9 апреля 1942 года под деревней
Погорелое Калининской области был тяжело ранен. Почти год лечился в госпиталях. В 1943 году красноармеец М. В. Маханьков демобилизован по инвалидности. После освобождения Курской области от немецких оккупантов вернулся в родное село.
Но в марте 1944 года после переосвидетельствования был вторично призван в Красную армию Крупецким районным военкоматом. Был направлен в 213-й гвардейский стрелковый полк 71-й гвардейском стрелковой дивизии 6-й гвардейской армии 1-го Прибалтийского фронта, И вновь бойцу не повезло — в самом начале Белорусской стратегической операции в бою 29 июня 1944 года он получил второе ранение недалеко от Витебска. Вновь он был направлен в госпиталь и после госпиталя попал в другую часть — в 1122-й стрелковый полк 334-й стрелковой дивизии 1-го Прибалтийского фронта.
Автоматчик 1122-го стрелкового полка (334-я стрелковая дивизия, 60-й стрелковый корпус, 4-я ударная армия, 1-й Прибалтийский фронт) красноармеец Маханьков Матвей Васильевич отличился в Прибалтийской наступательной операции. В бою в районе населённого пункта Мичкас (северо-западнее города Мажейкяй Литовской ССР 24 октября 1944 года при отражении немецкой контратаки он огнём из личного оружия сразил 3 гитлеровцев. На следующий день, 25 октября, в ходе атаки, он первым ворвался в немецкую траншею, уничтожил в схватке 4 немецких солдат и захватил исправный ручной пулемёт.
За образцовое выполнение боевых заданий Командования на фронте борьбы с немецкими захватчиками и проявленные при этом доблесть и мужество приказом по частям 334-й стрелковой дивизии № 089 от 4 декабря 1944 года красноармеец Маханьков Матвей Васильевич награждён орденом Славы 3 степени.
Но награда вручена не была: штаб полка попал под бомбежку, многие документы погибли. Об этом награждении М. В. Маханьков узнал через много лет после войны.
Автоматчик 1122-го стрелкового полка (334-я стрелковая дивизия, 2-я гвардейская армия, 3-й Белорусский фронт) красноармеец Маханьков Матвей Васильевич вторично отличился в Восточно-Прусской наступательной операции. В бою у населённого пункта Баркен юго-западнее районе города Норденбург (ныне посёлок Крылово Правдинского района Калининградской области) 2 февраля 1945 года при атаке немецких позиций уничтожил 7 немецких солдат и 3-х захватил в плен.
За образцовое выполнение боевых заданий Командования на фронте борьбы с немецкими захватчиками и проявленные при этом доблесть и мужество приказом по частям 334-й стрелковой дивизии № 016 от 21 февраля 1945 года красноармеец Маханьков Матвей Васильевич награждён орденом Славы 3-й степени. Указом Президиума Верховного Совета СССР от 27 февраля 1958 года был перенаграждён орденом Славы 1-й степени.
Но и свой второй орден Славы боец получил спустя несколько лет: 21 февраля 1945 года он был ранен в третий раз. После выздоровления он снова оказался в другой воинской части. И там он сражался так же отважно, как и ранее.
Командир стрелкового отделения 473-го стрелкового полка (154-я стрелковая дивизия, 60-й стрелковый корпус, 3-й Белорусский фронт) красноармеец Маханьков Матвей Васильевич вновь отличился в Земландской фронтовой операции — завершающей части Восточно-Прусской наступательной операции. В бою 14 апреля 1945 года юго-восточнее города Нойкурен (ныне г. Пионерский, Калининградская область) поднял отделение в атаку и ворвался во главе его на немецкие позиции. В этом бою им были уничтожены 2 пулемёта и захвачены в плен 8 солдат.
За образцовое выполнение боевых заданий Командования на фронте борьбы с немецкими захватчиками и проявленные при этом доблесть и мужество приказом по частям 154-й стрелковой дивизии № 031 от 1 мая 1945 года красноармеец Маханьков Матвей Васильевич награждён орденом Славы 3-й степени. Указом Президиума Верховного Совета СССР от 19 августа 1955 года был перенаграждён орденом Славы 2-й степени.
В 1945 году красноармеец М. В. Маханьков был демобилизован. Вернулся на родину, работал в селе Локоть. В конце 1956 года переехал к родственникам в село Миролюбовка Пятихатского района Днепропетровской области Украинской ССР. Работал в местном колхозе.
Скончался 25 марта 1972 года.
Похоронен: Днепропетровская область, Пятихатский район, село Миролюбовка.

## Награды
- Орден Славы I степени перенаграждён (27.02.1958)[3]
- Орден Славы II степени перенаграждён (19.08.1955)[4]
- Орден Славы III степени (04.12.1944)[5]
- Медаль «За отвагу» (14.07.1944)[6]
- Медаль «За оборону Москвы»
- «В ознаменование 100-летия со дня рождения Владимира Ильича Ленина» (6 апреля 1970)
- «За победу над Германией» (9 мая 1945[7])
- «20 лет Победы в Великой Отечественной войне 1941—1945 гг.» (7 мая 1965[8])
- Юбилейная медаль «50 лет Победы в Великой Отечественной войне 1941—1945 гг.»[9]
- Знак «25 лет победы в Великой Отечественной войне» (1970)